# Blotiella
Blotiella es un género de helechos perteneciente a la familia Dennstaedtiaceae. Comprende 23 especies descritas y de estas, sólo 9 aceptadas.

## Taxonomía
El género fue descrito por Rolla Milton Tryon  y publicado en Contributions from the Gray Herbarium of Harvard University 191: 96. 1962. La especie tipo es: Blotiella glabra (Bory) A.F. Tryon

## Especies
- Blotiella coursii (Tardieu) Rakotondr. ex J.P. Roux
- Blotiella currorii (Hook.) A.F. Tryon
- Blotiella glabra (Bory) A.F. Tryon
- Blotiella hieronymi (Kümmerle) Pic. Serm.
- Blotiella lindeniana (Hook.) R.M. Tryon
- Blotiella mannii (Baker) Pic. Serm.
- Blotiella natalensis (Hook.) R.M. Tryon
- Blotiella stipitata (Alston) Faden
- Blotiella tisserantii (Alston & Tardieu) Pic. Serm.